# Roman-fleuve
Der französische Begriff roman-fleuve (von frz. roman = "Roman" und fleuve = "Fluss") bezeichnet eine Untergattung des Romans; er wird seit etwa 1930 verwendet (Petit Robert). Der Ausdruck roman-fleuve erscheint mit dem Werk Jean-Christophe von Romain Rolland, dem ersten echten Vertreter dieser Gattung.

## Definition
Beim roman-fleuve handelt es sich um einen sehr groß angelegten Roman in mehreren (oft mehr als zehn) Bänden. Diese bilden eine Gesamtheit; es treten wiederholt die gleichen Charaktere auf, die Bände lassen sich jedoch auch ohne Probleme einzeln lesen. Das Gesamtwerk porträtiert in opulenter Form eine Gesellschaft oder eine Epoche, wobei eine zentrale Figur, eine Gemeinschaft oder eine (oft bürgerliche) Familie im Mittelpunkt steht, die vor einem zeitgeschichtlichen Hintergrund dargestellt wird.

## Blütezeit
Seine Blütezeit erlebt der roman-fleuve in Frankreich in den 1930er Jahren; als Beispiele seien genannt:
- Roger Martin du Gard, Les Thibault (dt. Die Thibaults) (1922–1940)
- Jules Romains, Les Hommes de bonne volonté (dt. Die guten Willens sind) (1932–1947)
- Georges Duhamel, Chronique des Pasquier (dt. Die Chronik der Familie Pasquier) (1933–1945)
- Louis Aragon, Cycle du Monde Réel (dt. Die wirkliche Welt) (1933–1951)
- Jacques Chardonne, Les Destinées sentimentales (1934–1936)

## Vorläufer
Die menschliche Komödie von Balzac oder Les Rougon-Macquart von Zola können als Vorläufer des roman-fleuve gelten, ebenso Marcel Prousts À la recherche du temps perdu (1908–1922) (dt. Auf der Suche nach der verlorenen Zeit). Es handelt sich bei diesen Werken um Romanzyklen; bei Rolland tritt nun der zyklische Charakter etwas in den Hintergrund, und ab dieser Zeit wird der Begriff roman-fleuve gebräuchlich (vgl. Hess u. a.). Die Vorläufer besitzen zwar die Form des roman-fleuve, lassen sich jedoch treffender als Familiensagas beschreiben, da sie im Unterschied zu den romans-fleuve der Zeit zwischen den Weltkriegen die Gesellschaft aus einer ausschließlich bürgerlichen Perspektive zeigen.

## Zu einzelnen Vertretern der Gattung
Les Hommes de bonne volonté von Jules Romains zeigt die Gesellschaft im Gegensatz zu den Vorläufern des roman-fleuve aus ausgesprochen vielseitigen Blickwinkeln, insbesondere dem des Unanimismus, einer philosophischen Bewegung, zu der sich der Autor bekennt. Die Figuren dieses gewaltigen Werkes, mit 27 Bänden und 779 Kapiteln das größte der Gattung Roman in der französischen Literatur des 20. Jahrhunderts, sind vollkommen unterschiedlicher sozialer Herkunft. So tauchen auf: ein Geistlicher, ein Lehrer, ein Arbeiter, ein Abgeordneter, ein Marquis und sogar große Persönlichkeiten der Zeitgeschichte, wie Clemenceau, Jaurès, Joffre oder Briand.
Ebenfalls eine große Vielfalt an Perspektiven, wenn auch weniger deutlich, findet man in Les Thibault von Roger Martin du Gard. Jacques, der Bruder der Hauptfigur Antoine Thibault, hat eine Sicht der Gesellschaft, die der seines Bruders und seiner Familie diametral entgegensteht; er lehnt die bürgerliche Ordnung ab.
Auf eine ähnliche Gegensätzlichkeit von Ansichten stößt man in Duhamels Chronique des Pasquier, wo Ferdinand nach beruflichem Scheitern auf der Straße lebt. Dieser Roman zeigt außerdem eine recht große Vielfalt sozialer Milieus in der gehobenen Schicht auf (Handel, Theater, Wissenschaft …).